# Justizwachtmeister
Justizwachtmeister ist in Deutschland eine Amtsbezeichnung für Beamte des einfachen Dienstes im Justizwachtmeisterdienst des Bundes oder der Länder mit Ausnahme von Baden-Württemberg, Brandenburg, Hessen und Thüringen, wo Justizwachtmeister dem Mittleren Dienst angehören. 

## Berufsbild
Justizwachtmeister sind bei Gerichten und Staatsanwaltschaften tätige Beamte des einfachen Dienstes oder mit diesen Aufgaben betraute Angestellte.
Beamte des Justizwachtmeisterdienstes sind Vollzugsdienstkräfte des Landes und befugt, in Ausübung öffentlicher Gewalt im Rahmen der bestehenden Rechts- und Verwaltungsvorschriften unmittelbaren Zwang auszuüben. Ihnen ist die Durchführung der hoheitsrechtlichen Aufgaben innerhalb der Justiz übertragen. Gleichwohl können ihnen auch sonstige Aufgaben der anderen Laufbahngruppen übertragen werden. Einzelheiten sind in der jeweiligen Justizwachtmeisterdienstordnungen der Länder geregelt, die als Ausführungsvorschriften von den Justizministerien der Länder erlassen werden.
Ihre Aufgaben umfassen den Sitzungs-, Vorführungs-, Sicherheits- und Ordnungsdienst. So führen sie die Inhaftierten zu Terminen und Sitzungen bei Gericht vor und bewachen sie. Zum Teil (nicht bundeseinheitlich) werden von ihnen die Eingangskontrollen in den Gerichts- und Staatsanwaltschaftsgebäuden (ständig oder temporär) durchgeführt.
Insbesondere obliegt ihnen die Durchsetzung von Ruhe und Ordnung in den Gerichts- und Staatsanwaltschaftsgebäuden, aus eigener Entschließung handelnd (geregelt in den Verwaltungsvollstreckungsgesetzen und den Justizwachtmeisterdienstordnungen der Länder) und auf Anweisung von Vorgesetzten. Die Rechtmäßigkeit der Anwendung unmittelbaren Zwangs, der sich in der Regel durch einfache körperliche Gewalt oder durch den Einsatz von Handfesseln bzw. -schellen äußert, regeln ebenfalls die vorgenannten Gesetze. Diese Anwendung unmittelbaren Zwangs der Justizwachtmeister gleicht denen der Polizei. Die Befugnis für den Einsatz des unmittelbaren Zwangs erstreckt sich dabei nur auf das jeweilige Dienstgebäude und das dazugehörige Außengelände. Ausnahme ist die Durchführung von „Vorführbefehlen“  (das sind Anordnungen des Gerichts gegen zu Gerichtsterminen nicht erschienene Zeugen in Zivilverfahren). Davon sind von durch Polizeibeamte zu vollstreckende Vorgänge (Haftbefehle, Vorführungen in Strafverfahren) zu unterscheiden. Im Außendienst sind die Justizwachtmeister außerdem für die Zustellung von Schriftstücken sowie die mündliche Übermittlung dienstlicher Mitteilungen zuständig.
In einigen Bundesländern sind die Justizwachtmeister mit Reizstoffsprühgeräten (ähnl. d. Pfefferspray) oder Schlagstock (EKA – Einsatzstock Kurz Ausziehbar) oder ähnlich wie bei der Polizei mit Tonfa ausgerüstet, z. B. Hansestadt Bremen.
Außerdem obliegt ihnen zumeist die Posteingangs- und Ausgangsverwaltung sowie der Aktentransport und -umlauf und deren eventuell notwendige Vervielfältigung. Ebenfalls können ihnen die Verwaltung der Aktenarchive und die Aussonderung und Vernichtung von Akten übertragen werden.
Weiterhin übertragen werden oft:
- die Auskunftserteilung in den Dienstgebäuden
- der Fernsprechvermittlungsdienst
- das Verwalten des Büro- und Verpackungsmaterials, der Gerichtskostenmarken, der Gerätebestände und der hauseigenen Büchereien
- die Beförderung von Wertsachen, Poststücken und Geldern, in besonderen Fällen mit Dienstwaffen, je nach Wert. (nicht bundeseinheitlich)

Im zunehmenden Maße erledigen sie auch hausmeisterähnliche Aufgaben, da, aus Kostengründen, die hauptamtlichen Hausmeister (nicht bundeseinheitlich) eingespart wurden. Deshalb wird bei Stellenausschreibungen meist eine abgeschlossene handwerkliche Berufsausbildung gefordert.
In einigen Ländern werden zudem von den Justizwachtmeistern an dem dafür bestimmten Gericht Waffen asserviert, die von den Ordnungsbehörden beschlagnahmt wurden. Darüber hinaus werden bei vielen Staatsanwaltschaften generell Asservate gelagert und u. a. auch von Justizwachtmeistern verwaltet. Des Weiteren werden sie auch als Dienstwagenfahrer tätig, denen auch die Wagenpflege obliegt.

## Ausbildung
Die Ausbildung der Justizwachtmeister obliegt der Länderhoheit und ist aus diesem Grunde nicht bundesweit einheitlich. Überall gleich geregelt ist die Dauer der Ausbildung, sie beträgt 6 Monate. Sie umfasst dabei sowohl theoretische als auch praktische Ausbildungsinhalte. Je nach Land wird dabei die theoretische Ausbildung entweder an Gerichten und Staatsanwaltschaften oder an Bildungseinrichtungen der Justiz vermittelt. Die nachfolgende Tabelle gibt dazu eine Übersicht.
| Land                   | Theorie | Praxis |
| ---------------------- | --- | --- |
| Baden-Württemberg      | 18 Monate Lehrgang davon 3 Monate Justizwachtmeisterschule in der JVA Mannheim                                                                | Monate Praxis u. a. bei Landgerichten, Hospitation bei einer SGS, in Justizvollzugsanstalt und Polizeidienststelle                    |
| Bayern                 | 11 Wochen fachtheoretischer Lehrgang an der Bayerischen Justizschule Pegnitz mit Schießausbildung                                             | an Gerichten, Staatsanwaltschaften; 2 Wochen an einer JVA und Polizeidienststelle                                                     |
| Berlin                 | Fachlehrgang von 6 Monaten | in JVA und an Gerichten, Staatsanwaltschaften                                                                                         |
| Brandenburg            | 18 Monate Ausbildung davon 4 Monate fachtheoretischen Lehrgang an der Justizakademie in Königs Wusterhausen                                   | an verschiedenen Gerichten (Amts-, Land- und Oberlandesgericht), Justizvollzugsanstalt, Staatsanwaltschaft und Polizeivollzugsdienst  |
| Bremen                 | an Gerichten | in JVA und an Gerichten, Staatsanwaltschaften                                                                                         |
| Hamburg                | 4 Wochen Theorielehrgang an der Fachhochschule für öffentl. Verwaltung, Polizei und Rechtspflege des Landes Mecklenburg-Vorpommern in Güstrow | an verschiedenen Gerichten (Amts-, Land- und Oberlandesgericht) 5 Monate bei wechselnden Praxisstationen, Hospitation im Strafvollzug |
| Hessen                 | 9 Wochen Theorieausbildung am Justiz- und Finanzakademie in Rotenburg a.d. Fulda in Wiesbaden                                                 | in JVA und an Gerichten, Staatsanwaltschaften                                                                                         |
| Mecklenburg-Vorpommern | im 4. Ausbildungsmonat Lehrgang von min. 120h am OLG oder einer anderen Behörde                                                               | an Gerichten, min. ein Monat an einer Staatsanwaltschaft, bis zu einem Monat an einer JVA                                             |
| Niedersachsen          | Ausbildung von 1 Monat in den Räumlichkeiten der Jugendarrestanstalt Hameln oder im SiN (Studieninstitut Niedersachsen) Bad Münder            | an Gerichten, Staatsanwaltschaften |
| Nordrhein-Westfalen    | 10 Wochen Lehrgang im Ausbildungszentrum der Justiz NRW in Monschau                                                                           | an Gerichten, Staatsanwaltschaften, 4 Wochen in einer JVA (z. T. mit Schießausbildung)                                                |
| Rheinland-Pfalz        | an Gerichten, Lehrgang im Bildungszentrum Monschau mit NRW                                                                                    | an Gerichten, Staatsanwaltschaften, 3-tägiger Aufenthalt an einer JVA                                                                 |
| Saarland               | an Gerichten (32 Stunden) | an Gerichten und Staatsanwaltschaften sowie ein Monat in der JVA Saarbrücken                                                          |
| Sachsen                | Ausbildungszentrum Bobritzsch (60 Stunden) | an Gerichten und Staatsanwaltschaften, bis zu einem Monat an einer JVA                                                                |
| Sachsen-Anhalt         | 11 Wochen fachtheoretischer Lehrgang an der Bayerischen Justizschule Pegnitz mit Schießausbildung                                             | an Gerichten, Staatsanwaltschaften; 2 Wochen an einer JVA und Polizeidienststelle                                                     |
| Schleswig-Holstein     | an Gerichten (60 Stunden) | an Gerichten und Staatsanwaltschaften sowie bis zu 2 Wochen in einer JVA                                                              |
| Thüringen              | im 4. Ausbildungsmonat Lehrgang von mindestens 105 Stunden am OLG oder einer anderen Behörde                                                  | an Gerichten und Staatsanwaltschaften sowie bis zu einem Monat in einer JVA                                                           |

### Feststellung der Befähigung
Im einfachen Dienst findet keine Laufbahnprüfung statt, anstelle dessen tritt die Befähigungsfeststellung durch den Ausbildungsleiter. In Baden-Württemberg wird diese Befähigung durch den Präsidenten des zuständigen Oberlandesgerichts getroffen, der sich dabei an dem Bericht der Ausbildungsdienststelle und den drei schriftlichen Arbeiten, die der Anwärter während der Ausbildung anfertigt, orientiert. Wird die Befähigung nicht zuerkannt, so ist der Vorbereitungsdienst zu verlängern (maximal auf ein Jahr), die Inhalte der Vertiefung werden festgelegt.

## Ausstattung
Wenn man zur Ausstattung die Dienstbekleidung bzw. Uniform sowie die Hilfsmittel für die Anwendung des unmittelbaren Zwangs zählt, ergibt sich auch hier deutschlandweit vor allem bei der Bekleidung ein recht uneinheitliches Bild. So gewähren einige Länder Zuschüsse zum Erwerb der Dienstbekleidung, während in anderen Ländern die Wachtmeister ihre Uniform vom Dienstherren gestellt bekommen. In der nachfolgenden Tabelle werden die Unterschiede näher beleuchtet.
| Land                | Dienstkleidung, Uniform | Hilfsmittel für die Anwendung des unmittelbaren Zwangs                     | weitere Ausrüstungsgegenstände |
| ------------------- | --- | -------------------------------------------------------------------------- | --- |
| Niedersachsen       | Bekleidung ist (Nacht-) blau (wie bei Polizei) und darf nur über das Logistik Zentrum Niedersachsen bezogen werden. Es werden an den Kleidungsstücken das Wappen von Niedersachsen mit Aufschrift „Justiz“ auf beiden Oberarmseiten getragen. Die jeweils gültige Dienstkleidungsvorschrift der Justizverwaltung ist zu beachten. Letztmals zum 1. Januar 2009 geändert. | Handfesseln, Fußfesseln, Pfefferspray, EKA Einsatzstock                    | Mehrzweckgürtel, Schutzwesten, Funkgeräte, Handys, mobile Metalldetektoren, Handsonden |
| Nordrhein-Westfalen | Ab November 2012 dieselbe blaue Dienstkleidung wie die Polizei, mit dem NRW-Wappen und dem Schriftzug „Justiz“. | Alle: Handfesseln; zum Teil Fußfessel, Schlagstock.                        | Stationäre Metalldetektoren in allen Gerichten und Staatsanwaltschaften, Einsatzkoppel, zusätzlich Handsonden, Schutzwesten sowie Funkgeräte für alle Bediensteten.                                                                                 |
| Rheinland-Pfalz     | Gleiche Bekleidungsausstattung wie bei der Polizei Rheinland-Pfalz. Getragen wird das Uniformmodell Hessen bestehend aus Hemd (1/1 Arm, 1/2 Arm), Poloshirt, Anorak und Windbreaker jeweils mit wappenförmigem Flauschband auf dem linken Oberärmel bzw. bei der Strick- und Fleecejacke auf der linken Brusttasche mit Klett Hoheitszeichen mit Landeswappen von RP und der Aufschrift „JUSTIZ“. An dem Anorak und Windbreaker wird zudem jeweils ein Klett Brust- und Rückenschild mit der Aufschrift „JUSTIZ“ getragen. Des Weiteren gibt es blaue Streifendiensthosen in Sommer- und Winter Ausführung und als Kopfbedeckung eine Basecap. | Handfesseln, Fußfesseln, Führkette, Pfefferspray, Schlagstock              | Funkgerät, mobile Metalldetektoren, Handsonden |
| Berlin              | Dieselbe blaue Dienstkleidung wie bei der Polizei, nur mit Berliner-Wappen mit der Aufschrift „Justiz“ auf der linken Oberarmseite, sowie dem Schriftzug „Justiz“ auf dem Rücken, sowie der Rechten Brustseite. | Handfesseln, Fußfesseln, Führkette, Bauchgurt, Pfefferspray, Einsatzstock. | Funkgeräte, Handsonden, Metalldetektoren Stationär, Röntgengeräte Stationär, Schutzwesten Schuss und Stichsicher, Handschuhe mit Tastgefühl, Einsatzhandschuhe Schnittfest, Helme, Schilde, Bein und Oberkörperschutzprotektoren, Spuckschutzhaube. |

## Amtsbezeichnungen und Besoldung
Allgemein werden die Beamten des einfachen Dienstes in der Justiz zusammengefasst als Wachtmeister. In der Regel absolviert er einen 6-monatigen Vorbereitungsdienst als „Justizoberwachtmeisteranwärter“. Mit der Übernahme in das Beamtenverhältnis auf Probe erhält er dann die Dienstbezeichnung „Justizoberwachtmeister z. A.“ (zur Anstellung). Dieses Probeverhältnis dauert mindestens ein halbes Jahr und wird mit der Anstellung des Beamten und bei Erreichen der Altersgrenze mit der Übernahme in das Beamtenverhältnis auf Lebenszeit beendet. Fortan trägt der Beamte die Amtsbezeichnung Justizoberwachtmeister (Besoldungsgruppe A 3). Weitere Amtsbezeichnungen sind Justizhauptwachtmeister (A 4) und Erster Justizhauptwachtmeister (A 5 und A 6). Zwischenzeitlich wurden neue Spitzenämter nach A 7 (außer Brandenburg, Sachsen, Sachsen-Anhalt, Thüringen und Mecklenburg-Vorpommern), im prüfungsfreien Verwendungsaufstieg, eingeführt. Die entsprechende Amtsbezeichnung lautet zumeist Justizobersekretär im Verwaltungsdienst (Bayern Justizbetriebsobersekretär). Die Weiterbeförderung in die Besoldungsgruppe A 8 ist möglich in Bayern (Justizbetriebshauptsekretär) und Hessen (Justizhauptsekretär im Verwaltungsdienst), in Baden-Württemberg beginnt der Einstieg in A 7 mit Zulage nach der Ausbildung. Danach werden alle Beamten A 8 (Justizhauptsekretär im Justizwachtmeisterdienst), es gibt Beförderungsämter nach A 8 Zulage, A 9 (Amtsinspektor) und A 10 (Erster Amtsinspektor). Diese Ämter können nach den entsprechenden Beförderungsmaßstäben und Dienstzeiten erlangt werden.
Die niedrigsten Besoldungsgruppen A 3 und A 4, die unweit vom Mindestlohn angesiedelt sind, werden in Nordrhein-Westfalen laut Antrag ab dem 1. Juli 2016 abgeschafft, dann beginnt der Justizwachtmeister mit der Eingruppierung A5.
Rheinland-Pfalz führt ab 1. Januar 2017 die Hebung der Besoldungsgruppe A 3 auf die Besoldungsgruppe A 4 durch. Als Eingangsamt wird ab dann in diesem Bundesland nach dem Ampelkoalitionsvertrag für 2017 die Besoldungsgruppe A 3 nicht mehr ausgewiesen. Näheres ist dem dbb Magazin vom September 2016 – 67. Jahrgang zu entnehmen.
Eine Ausnahme hierzu bildet der Justizwachtmeisterdienst in Schleswig-Holstein. Hier wurden bis zum Jahr 2009 alle Beamte des einfachen Dienst in das dortige Endamt A 6 befördert. Dies ist wohl der Absenkung des Ruhegehalts auf 65 % geschuldet, da alle anderen Ämter des einfachen Dienst nicht einmal den Mindestversorgungssatz (§ 14 Abs. 4 Satz 2, 3 Beamtenversorgungsgesetz, BeamtVG) von 1260,47 € erreichen würden.

## Interessenvertretung
Die Interessen der Justizwachtmeister werden in Deutschland von mehreren Organisationen vertreten:
- Deutsche Justiz-Gewerkschaft (DJG) im Deutschen Beamtenbund, die in vielen Landesverbänden einen eigenen Fachbereich oder Verantwortlichen für Justizwachtmeister hat,
- Vereinte Dienstleistungsgewerkschaft (ver.di) (zuvor ÖTV) im Deutschen Gewerkschaftsbund (hier Fachbereich 06 Bund/Länder, Fachgruppe Justiz)
- „Bundesverband der Justizwachtmeister e. V.“ (gegründet auf Bundesebene 13. Februar 1979 in Bonn) mit folgenden Landesverbänden:

| Land                   | Gründungsdatum                            | Mitgliederzahl (Stand:Juni 2007) |
| ---------------------- | ----------------------------------------- | -------------------------------- |
| Bayern                 | 18. März 1978                             | 465                              |
| Brandenburg            | 26. November 1992                         | 50                               |
| Bremen                 | 4. April 1951                             | 52                               |
| Hessen                 | 16. Dezember 1985                         | 261                              |
| Mecklenburg-Vorpommern | 16. Oktober 1996 gegründet 2000 aufgelöst | zuletzt 12                       |
| Niedersachsen          | 27. März 1980                             | 235                              |
| Nordrhein-Westfalen    | 29. Oktober 1977                          | 313                              |
| Rheinland-Pfalz        | 17. Januar 1985                           | 267                              |
| Saarland               | 23. Februar 1983                          | 45                               |
| Sachsen                | 29. Januar 1993                           | 62                               |
| Sachsen-Anhalt         | 25. Juni 1993                             | 56                               |
| Schleswig-Holstein     | 24. April 1979                            | 73                               |
| Thüringen              | 8. Oktober 1994                           | 60                               |
| gesamt                 |                                           | 1934                             |